# Pickering (Canada)
Pickering è una città canadese situata nell'Ontario meridionale, immediatamente ad est di Toronto, nella Municipalità Regionale di Durham. Fa parte della Greater Toronto Area (GTA).

## Società

### Evoluzione demografica
Pickering ha avuto una rapida crescita demografica nel secondo dopoguerra. Tra il 1996 e il 2009 il tasso di crescita è stato del 12% (da 78.989 abitanti a 100.273). Si stima che nel 2023 Pickering avrà circa 170.000 residenti.
Secondo il censimento del 2006 il 65% della popolazione è costituito da bianchi, il 10% della popolazione della città è costituito da neri, il 9% da asiatici meridionali il 3% da filippini e il 2% da asiatici orientali;